# Kira Kovalenko
Kira Tachirovna Kovalenko (in russo Кира Тахировна Коваленко?; Nal'čik, 12 dicembre 1989) è un regista e sceneggiatrice russa di etnia cabarda.

## Biografia
Nativa della Cabardino-Balcaria, nel 2010 è una dei 12 studenti di Nal'čik (tra cui anche i futuri registi Kantemir Balagov e Vladimir Bitokov) a venire ammessa al neonato laboratorio di cinema fondato da Aleksandr Sokurov in seno all'Università statale "Ch. M. Berbekov". Sebbene inizialmente non fosse una cinefila e vi si fosse iscritta soltanto per "strappare una buona laurea", il laboratorio tenuto da Sokurov la instraderà verso una carriera altrimenti impensabile per una ragazza del Caucaso come quella di regista di cinema. Fa il proprio esordio nel lungometraggio con Sofička (2016), girato nell'Abcasia, per poi imporsi all'attenzione della critica internazionale col successivo Ada (2021), che, girato interamente in osseto, vince il Premio Un Certain Regard al Festival di Cannes e viene scelto per rappresentare la Russia ai Premi Oscar 2022. Assieme al suo compagno Kantemir Balagov, lascia la Russia l'anno seguente in seguito all'invasione dell'Ucraina a cui si è opposta.

## Filmografia
- Marevo — cortometraggio (2012)
- Nebo kazalos' vysokim — cortometraggio (2013)
- Oni ušli ot menja — cortometraggio (2014)
- Sofička (2016)
- Ada (Razžimaja kulaki) (2021)